# Chrysometa levii
Chrysometa levii là một loài nhện trong họ Tetragnathidae.
Loài này thuộc chi Chrysometa. Chrysometa levii được miêu tả năm 2007 bởi Álvarez-Padilla.